# 길 (가수)
길(Gil, 본명: 길성준, 1977년 12월 24일~)은 대한민국의 음악가이자 방송인이다.

## 주요 사항
- 힙합 듀오였던 리쌍에서 랩과 보컬을 맡았으며, 주로 보컬 위주로 활동했다.
- 허니 패밀리 시절 킬(KILL)이라는 예명으로 데뷔했으나, 후에 길로 고쳤으며, 예명은 자신의 성씨에서 따왔다.

## 학력
- 서울언주초등학교 (졸업)
- 서울영동중학교 (졸업)
- 과천외국어고등학교 독일어학과 (졸업)

## 활동
- 1997년 《엑스틴》의 객원 멤버로 데뷔하였다.
- 1999년 힙합 랩 음악 그룹 《허니 패밀리》를 거쳐 이후 2002년부터 개리와 함께 《리쌍》 의 구성원으로 활동하였다. 현재는 개리와 따로 활동을 하고 있다. 《무한도전》을 하고 있을때 정형돈과 함께 음악 그룹 《뚱's》로 잠깐 활동했다.
- 2000년 같은 허니패밀리 멤버였던 디기리, 개리와 함께 그룹 '리쌈 트리오' 멤버로 잠시 활동하였다.
- 2009년 5월[1]부터 2014년 4월[2]까지 MBC의 예능 프로그램인 《무한도전》에 출연해 초창기 멤버로써 활동하였다.
- 2012년과 2013년에 보이스 코리아의 코치로 활동하였다.
- 2016년 리쌍컴퍼니의 하위 레이블이자 자신의 솔로 레이블인 매직 맨션(Magic Mansion)을 설립하였으며[3], 그 이후에는 쇼미더머니 시즌 5의 프로듀서로 출연하였다.
- 무한도전의 前 멤버이며 군대는 면제로써 군복무를 전혀 안했던 사람이다. 면제 이유는 생계비가 없고 빈곤한 가정이기 때문이다. 너무나도 빈곤한 가정에서 성장을 해왔다. 생계비를 벌기 힘든 환경에서 성장했다
- 최근에 최보름과 결혼을 하여 외동아들 길하음을 분만하여  잘 키우고 있다.
- 종교는 개신교이며, 서울특별시 출신의 힙합 가수이자 방송인이다.

## 음반

### 솔로 음반
- 2015년 EP 《R.O.A.D PROJECT #1》
- 2016년 싱글 〈냉장고〉

### 참여 음반
- Double K 1집 [Positive Mind]
- 사생결단 OST
- 다찌마와 리 - 악인이여 지옥행 급행열차를 타라! OST
- MBC 무한도전 뚱's 《Go칼로리》
- 박명수 - Fyah
- 정인 1st EP 앨범 《정인 From Andromeda》
- 조문근 - 너라는 걸
- brilliant is
- 정인 2nd EP 앨범 [Melody Remedy]
- BMK - [BMK & GOOD FELLAZ]
- 김진표 - [사랑따위 Part.2]
- MC 몽 - [The Way I Am]
- 백지영 4집 [Smile]
- 린 2집 [Can U See The Bright]
- 홍채린 2집 [+1]
- 《무한도전 올림픽대로 듀엣가요제》
- 《무한도전 서해안고속도로 가요제》
- 《박명수의 어떤가요》
- 《무한도전 자유로 가요제》
- 왁스 7집 《여자는 사랑을 먹고》
- 룰라 9집 《A9ain - Again》
- 《Blue Brand: 12 Doors》
- MBC 무한도전 뚱스 〈쩔어〉

## 출연 작품

### 종영 혹은 중도 하차한 프로그램
- KBS 2TV 《해피선데이 - 꼬꼬 관광 싱글♥싱글》 - 고정 출연자
- MBC 《무한도전》 - 카메오 → 정식 구성원
- MBC 《놀러와》
- KBS 2TV 《밤샘 버라이어티 야행성》 - 고정 MC
- MBC 《개그쇼 난생처음》 - 고정 MC
- TRENDY 《길의 뷰티 프로젝트 미인道》
- KBS 2TV 《위기탈출 넘버원》 - 고정 MC
- MBC 《우리들의 일밤》 - 출연
- Mnet 《텐트 인 더 시티》
- tvN 《뉴턴》
- Mnet 《보이스 코리아》
- Mnet 《보이스 코리아 2》
- Mnet 《Show Me The Money 5》 - 프로듀서로 출연
- Mnet 《슈퍼스타K 2016》 - 심사위원
- 채널A 《아빠본색》 - 고정출연

### 영화
- 《다찌마와 리: 악인이여 지옥행 급행열차를 타라!》(2008년) ... 상하이역 불량배 2 역
- 《댄싱퀸》(2012년) ... 슈퍼스타K 심사위원 역

### 뮤직비디오
- 조문근 - 〈너라는 걸〉 (2010년)
- 싸이 - 〈GENTLEMAN〉 (2013년)
- 이효리 - 〈Bad Girls〉 (2013년)

### 광고
- 2009년 하이트진로 맥스
- 2010년 피쉬&그릴
- 2010년 신한금융그룹
- 2010년 동아제약 모닝케어
- 2010년 JC엔터테인먼트 프리스타일
- 2011년 삼성화재 다이렉트 마이애니카
- 2012년 디아블로 3
- 2013년 브라이니클
- 2013년 소니 MDR
- 2013년 돈톡
- 2013년 현대자동차 Brilliant

## 홍보대사
- 2005년 대구 오리온스 홍보대사
- 2007년 한국권투위원회 프로복싱 홍보대사

## 수상 경력
- 2009년 제3회 Mnet 20s Choice 핫 버라이어티 스타상
- 2009년 MBC 방송연예대상 버라이어티부문 남자 신인상[4]
- 2010년 제5회 에이 어워즈 이노베이션 부문

## 사건·사고
- 2010년 1월 25일에 일밤 - 에코하우스 녹화를 위해 경기도 양평으로 이동하던 도중 달려오는 트럭에 의해 교통사고를 당하여 부상을 입었고, 전치 5주의 진단을 받았다.
- 2014년 4월 23일, 0시 30분쯤 음주운전 혐의가 적발되어 면허가 취소되었다. 이에 대해 길 본인이 깊이 반성하고 있음에도 불구하고, 논란은 계속됐으며 결국 무한도전 9주년을 앞두고 자진 하차의 뜻을 밝혔다. 다만 공개적인 발언은 하지 않고, 측근이 대신 발표하였다.

## 복귀/근황
2014년 4월, 음주 운전으로 인해 모든 방송 프로그램에서 하차하였고 1년 간의 자숙 후, 자숙 기간 동안 만든 디지털 싱글의 타이틀곡인 ‘주마등’의 발표를 통해 복귀하였다. 단, 방송을 통한 복귀는 아니었다. 노홍철과 마찬가지로 '언제 《무한도전》에 복귀하냐'라는 팬들의 댓글이 빗발쳤지만, 길 본인은 무도에 복귀할 의사가 전혀 없다고 밝혔다. 그러던중 2016년 《Show Me The Money 5》에 프로듀서로 2년 만에 방송 복귀가 결정되었다.
그러나 또 한번의 음주운전 행위가 적발된 관계로 또 다시 모든 활동을 중단했고 특히 이보다 앞선 2004년과 2014년, 2017년까지 총 3회의 음주운전 행위로 인해 법원으로부터 구속영장을 받고 6개월간 복역하였다. 
뿐만 아니라 이전의 음주운전 사건으로 인해 행정안전부에서 음주운전을 한 길에게 KBS·EBS·MBC·JTBC·MBN·TV조선 영구출연정지 처분을 내렸으며 그 이후에는 SBS·채널A에서도 출연정지 명단에 오르는 수모를 겪었으나 SBS와 채널A에서는 출연정지가 전부 해제되었다.
이후 한동안 소식이 없다가, 2017년 5월 9일에 9살 연하의 여성과 결혼했고, 혼인신고까지 했다는 추측설이 기사를 통해서 전해졌다. 이에 대해 길은 실제와 무관하다고 밝혔으나 6개월 후에 득남까지 했다는 소식이 사실로 드러나게 되었으며 항간의 화제를 불러일으키기도 했다.

## 기타 사항

### 보컬 위주의 포지션으로 인한 오해
대다수의 사람들이 리쌍에서 길은 보컬만 한다고 잘못 알고 있는 경우가 많은데 가끔씩 랩도 한다. 현재도 리쌍극장에서 가끔씩 랩을 하는 길의 모습을 볼 수 있다. 지금처럼은 아니지만 과거 X-Teen과 허니패밀리 멤버로 있을 때 랩을 맡았다. 다만 2002년 리쌍 1집 이후로 랩은 안하고 주로 보컬에만 집중했다. 사람들은 가끔 길의 랩을 듣기 위해 1집을 듣기도 하는데 길이 1집에서 랩을 했던 곡은 다음과 같다.
| 곡명             |
| ---------------- |
| - 조까라마이싱   |
| - 빛좋은 개살구2 |
| - 끝으로         |
| - 컨디션         |
| - 7477           |
| - E-he-ra        |

3집에서도 개리와 같이 ’개리와 기리(옛 Ver.)’에서 랩을 했고, 또한 5집에서도 개리와 같이 랩을 한 적이 있는데 그 곡의 제목은 ’사람이어라...’다. 거의 마지막 부분에서 개리와 같이 부른다.

### 비의 〈깡〉 작곡
2020년 들어 인터넷 밈으로 인기를 끌고 있는 비의 〈깡〉을 작곡해 화제가 되기도 했다.

## 참고 사항
- 물의를 일으킨 것(음주운전 3번) 때문인지 행정안전부가 음주운전을 한 길에게 KBS·EBS·MBC·JTBC·MBN·TV조선 영구출연정지 처분을 내렸으며[9] 그 이후에는 SBS[10]·채널A[11] 출연정지 명단에 오르는 수모를 겪었다.